# Renault Captur
Renault Captur – samochód osobowy typu crossover klasy aut miejskich produkowany pod francuską marką Renault od 2013 roku. Od 2019 produkowana jest druga generacja modelu.

## Pierwsza generacja

### Wersja europejska

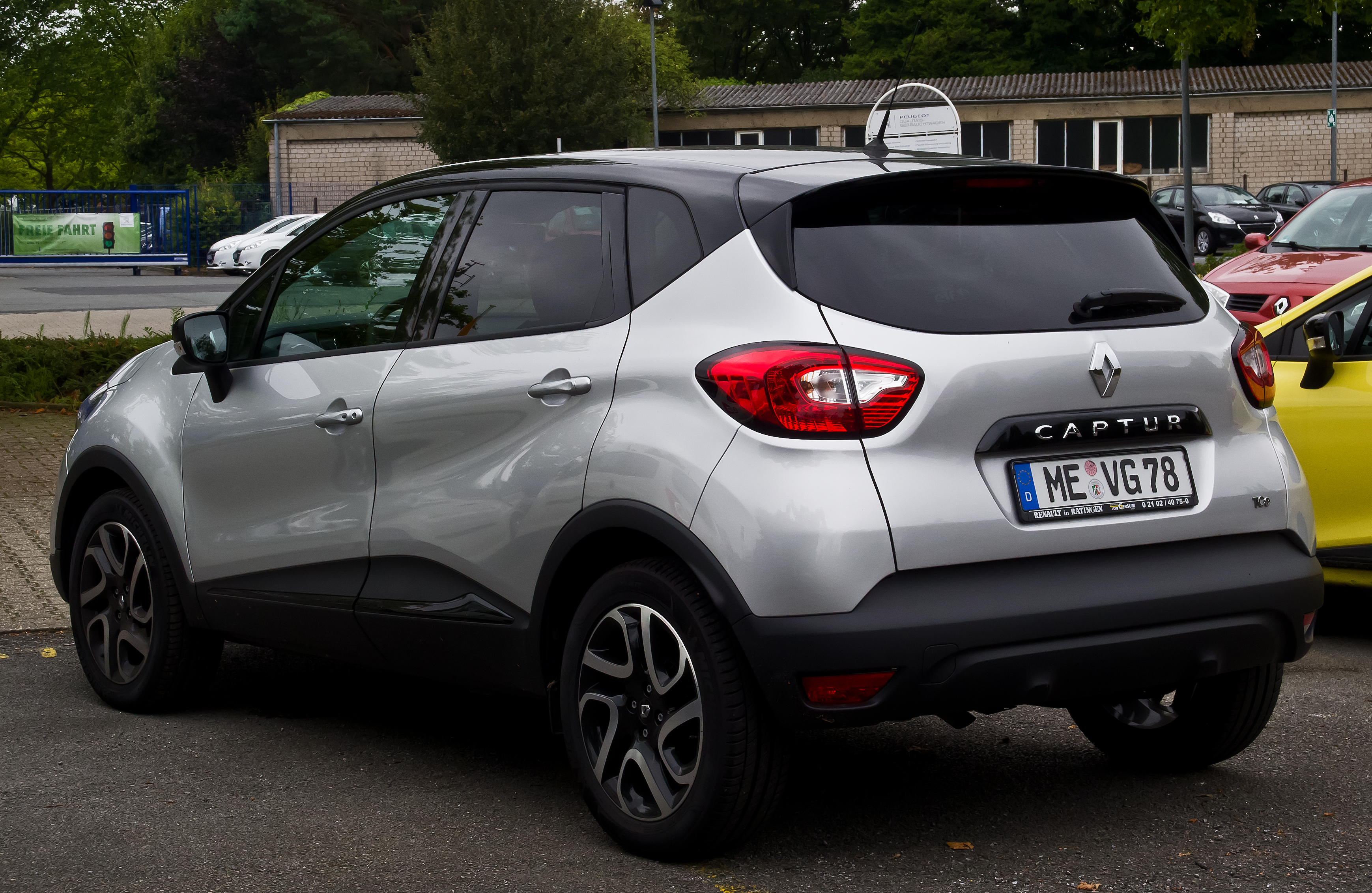
Renault Captur I – tył

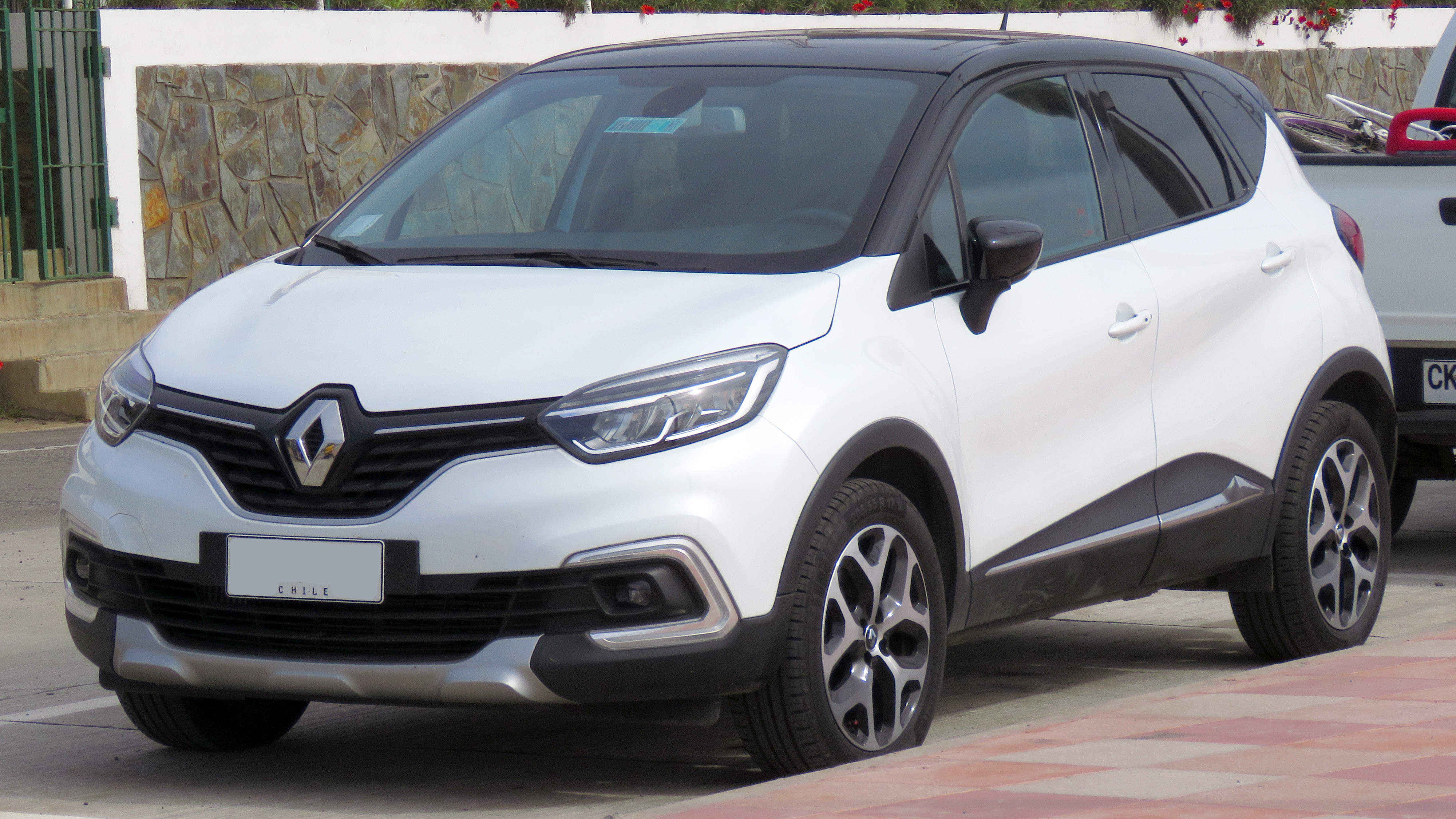
Renault Captur I po liftingu

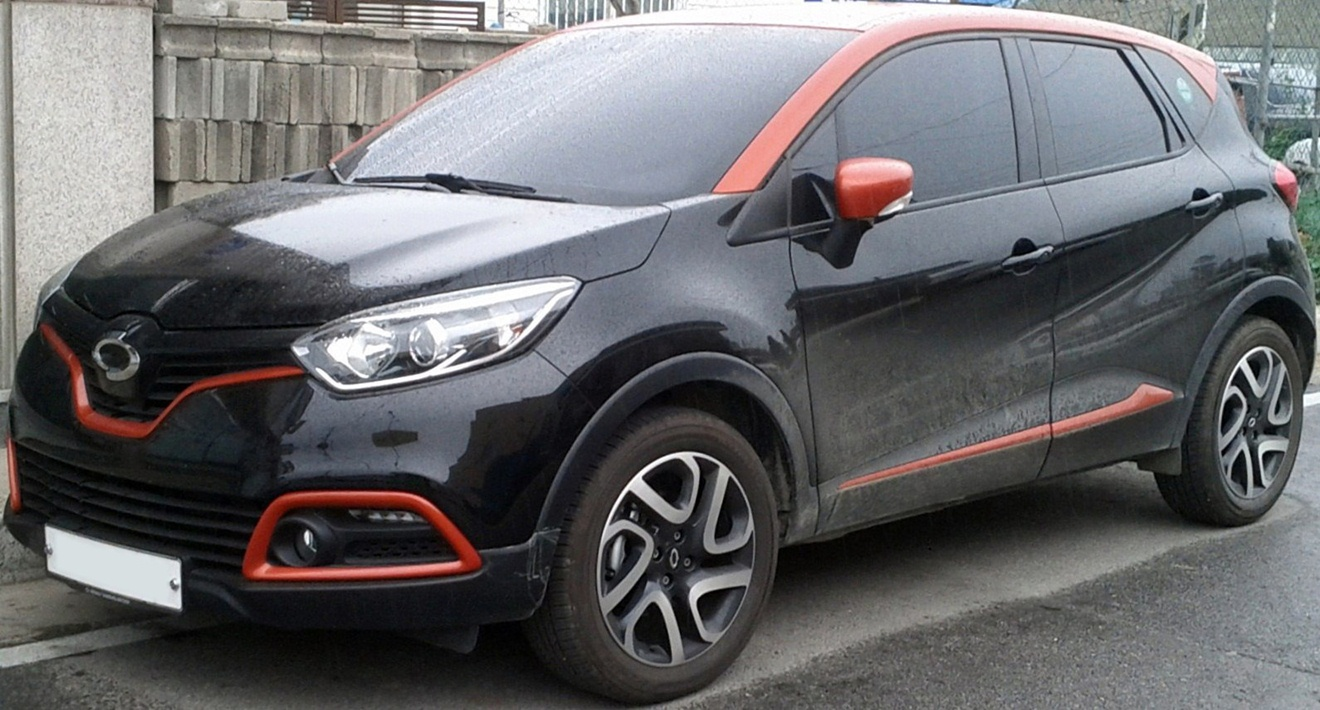
południowokoreański Samsung QM3

Renault Captur I został zaprezentowany po raz pierwszy w 2013 roku.
Pierwszy raz nazwa Captur została użyta dla koncepcyjnego crossovera marki zaprezentowanego na salonie w Genewie w marcu 2011 roku. Renault wtedy nosiło się już z zamiarem prezentacji seryjnej wersji modelu, która zadebiutowała w 2013 roku jako odpowiedź marki na szybko rosnący popyt w segmencie miejskich Crossoverów. 
Pojazd zbudowano na płycie podłogowej Renault Clio czwartej generacji, do którego Captur nawiązuje stylistyką i estetyką kabiny pasażerskiej. Znakiem szczególnym stało się opcjonalne, dwukolorowe malowanie nadwozia. W gamie nowy crossover marki zastąpił miejskiego minivana Modus, którego popularność okazała się dużo niższa, niż zakładał producent. 

### Lifting
W czerwcu 2017 roku Renault Captur pierwszej generacji przeszedł obszerną restylizację, która objęła głównie pas przedni. Pojawił się nowy układ reflektorów wykonanych w technologii LED, a także zmodyfikowany zderzak i większa atrapa chłodnicy nawiązująca do modelu Talisman.

### Korea Południowa
Pierwsza generacja Renault Captura, podobnie jak inne wybrane modele Renault z drugiej dekady XXI wieku, była sprzedawana w Korei Południowej pod marką Samsung jako Samsung QM3, stając się jednych z najpopularniejszych modeli w ofercie.

### Wersje wyposażeniowe[7]
- Life
- Alize
- Zen
- Intens
- XMod
- Helly Hansen Edition
- Winter Edition
- Red Edition

Samochód standardowo wyposażone jest w m.in. w system HSA, przesuwaną tylną kanapę, Bluetooth, tempomat oraz pełną regulację kierownicy, kartę zamiast kluczyka, system wspomagania ruszania pod górę, kamerę oraz radar cofania. Dodatkowo pojazd wyposażyć można w pakiet R-Link z wbudowanym tabletem z ekranem multimedialnym o przekątnej 7 cali, nawigacją i dostępem do internetu, system audio z sześcioma głośnikami.

### Silniki
Benzynowe:
- 0.9 TCe 90 KM
- 1.2 TCe 120 KM
- 1.2 TCe 120 KM EDC
- 1.3 TCe 140 KM EDC
- 1.3 TCe 160 KM EDC

Wysokoprężne:
- 1.5 dCi 90 KM
- 1.5 dCi 90 KM EDC
- 1.5 dCi 110 KM

### Wersja globalna

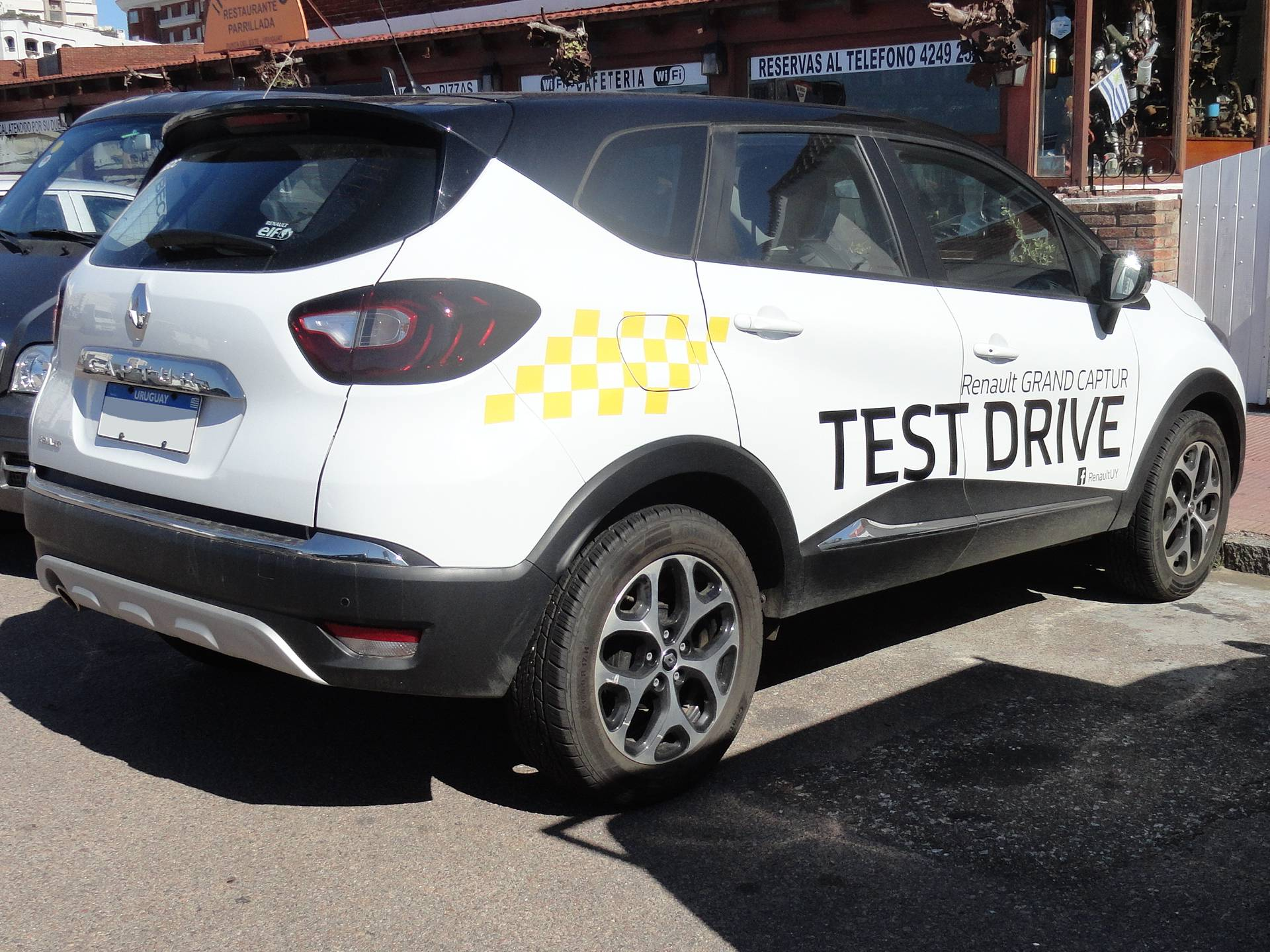
globalny Renault Captur – tył

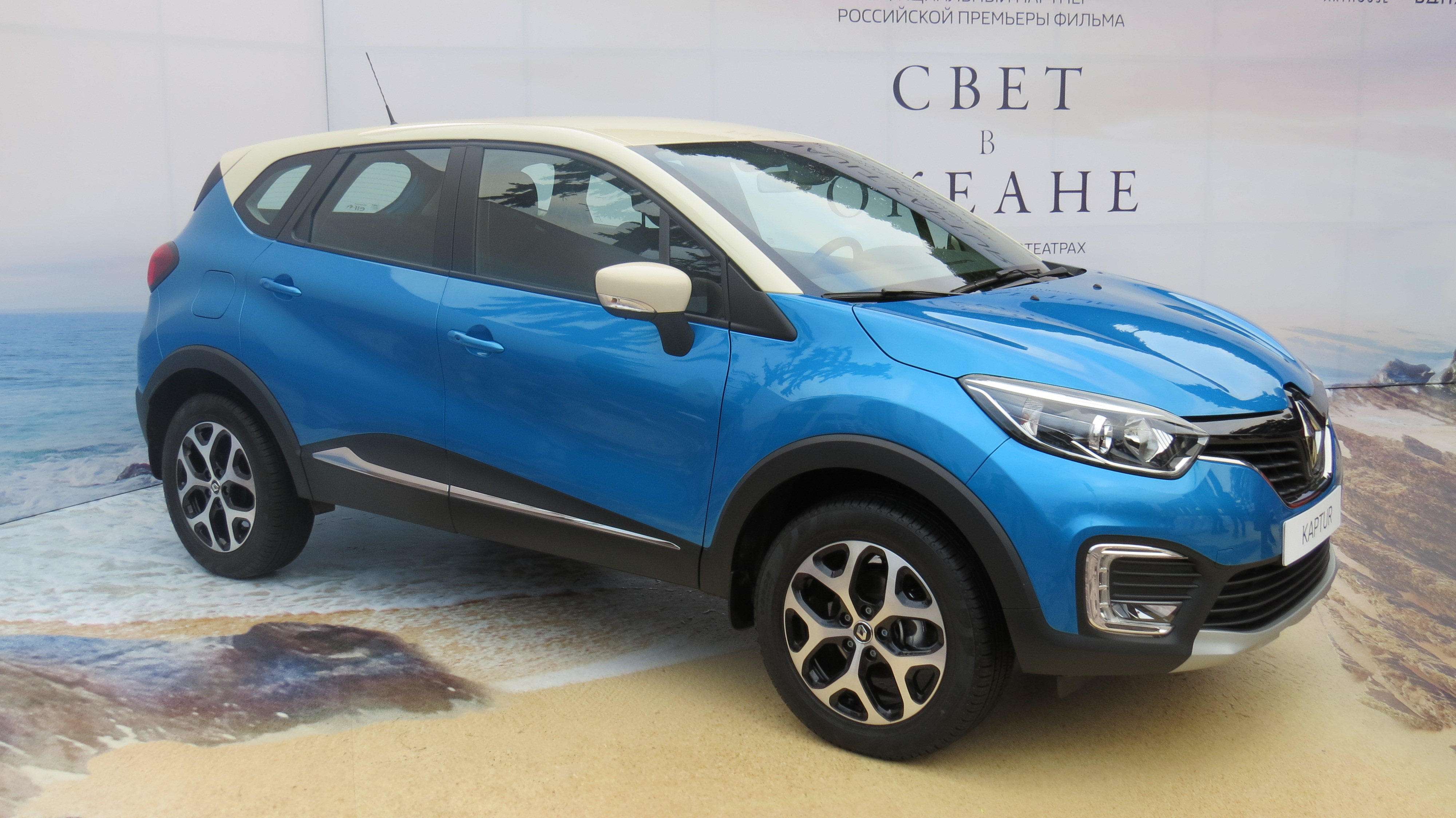
rosyjski Renault Kaptur

Renault Captur został zaprezentowany po raz pierwszy w 2016 roku.
W 2016 roku Renault zaprezentowało oryginalną wariację na temat modelu Captur, która powstała pierwotnie specjalnie z myślą o rynku rosyjskim – dłuższy i wyższy względem europejskiego modelu samochód o nazwie Kaptur, który odznacza się przede wszystkim inną platformą i co za tym idzie – innymi wymiarami. Samochód jest dłuższy, szerszy i wyższy, a także ma większy rozstaw osi w stosunku do wersji na rynek Europejski. Samochód ma także przestylizowany pas przedni i większą powierzchnię za słupkiem C.
Od 2016 roku powstały z myślą o Rosji Kaptur sprzedawany jest także w Ameryce Południowej i Indiach pod nazwą Captur.

### Lifting
W maju 2020 roku Renault przedstawiło globalny wariant Captura po restylizacji, która objęła układ reflektorów, a także wypełnienie atrapy chłodnicy i kształt zderzaków. W lipcu 2021 ruszyła produkcja w fabryce Allur Auto w Kustanaju.

### Silniki
- R4 1.3 H5Ht
- R4 1.4 H4K
- R4 1.6 K4M
- R4 2.0 F4R
- R4 1.5 dCi

## Druga generacja

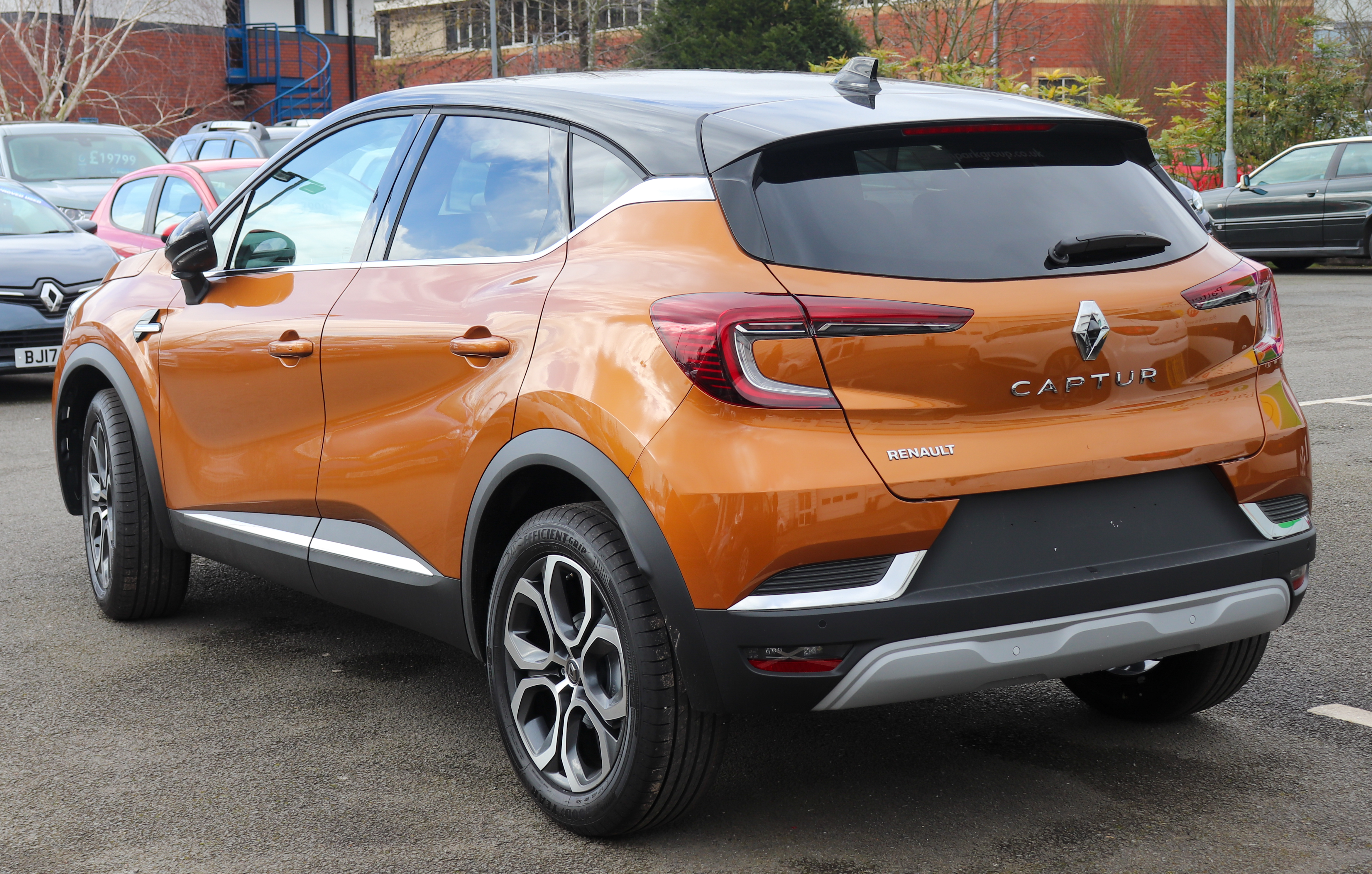
Renault Captur II – tył

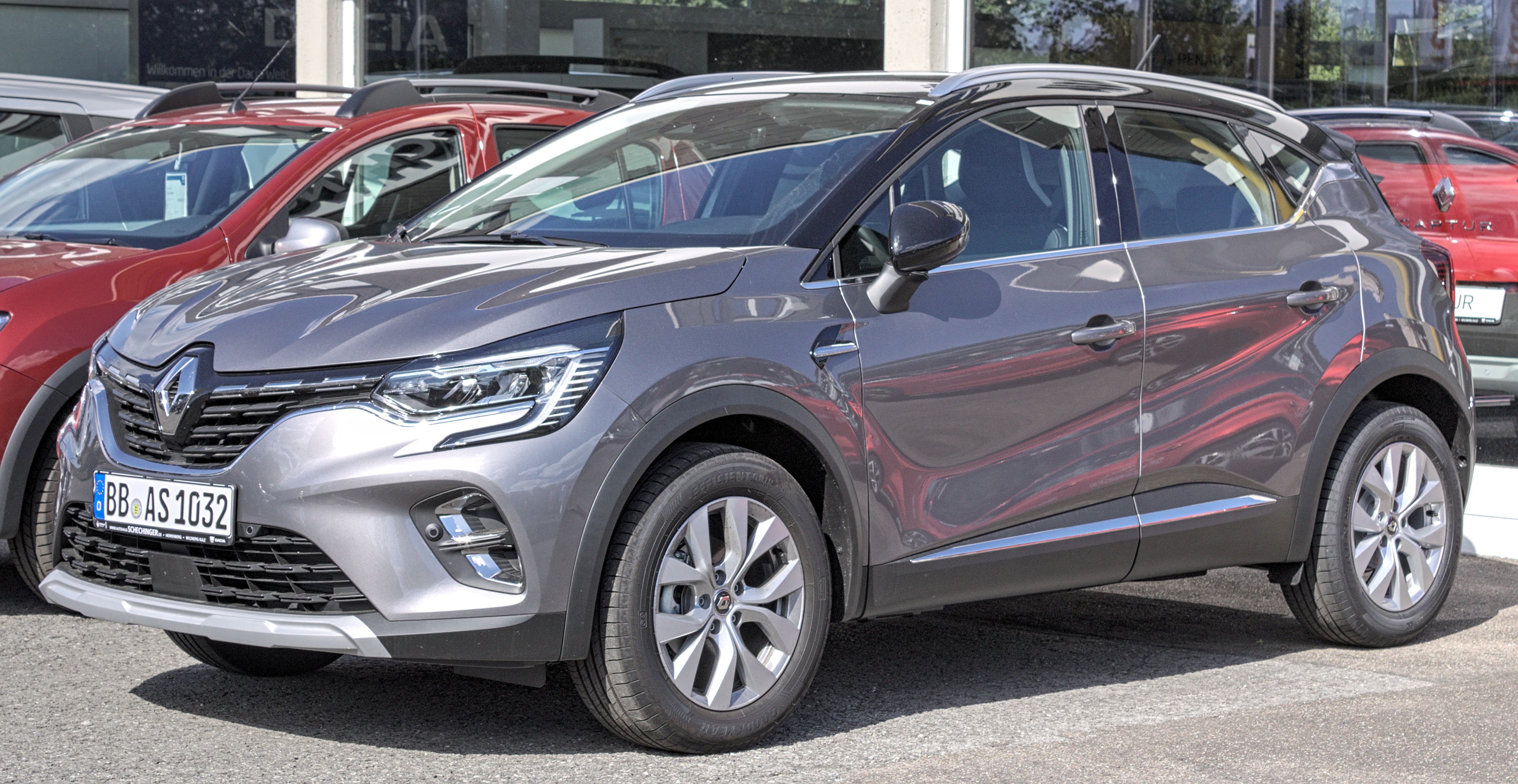
Renault Captur II Dynamique

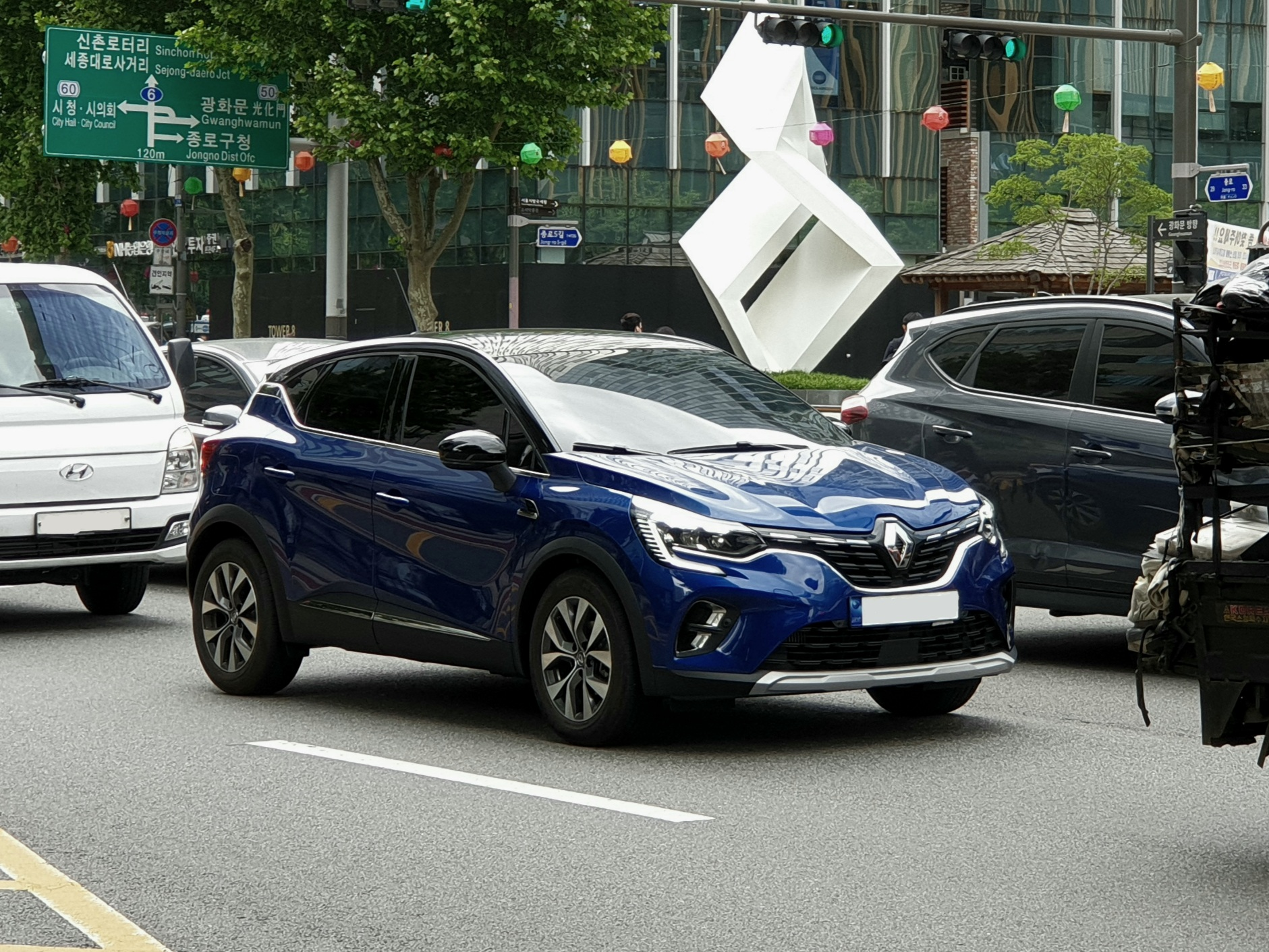
Renault Captur II w Korei Południowej

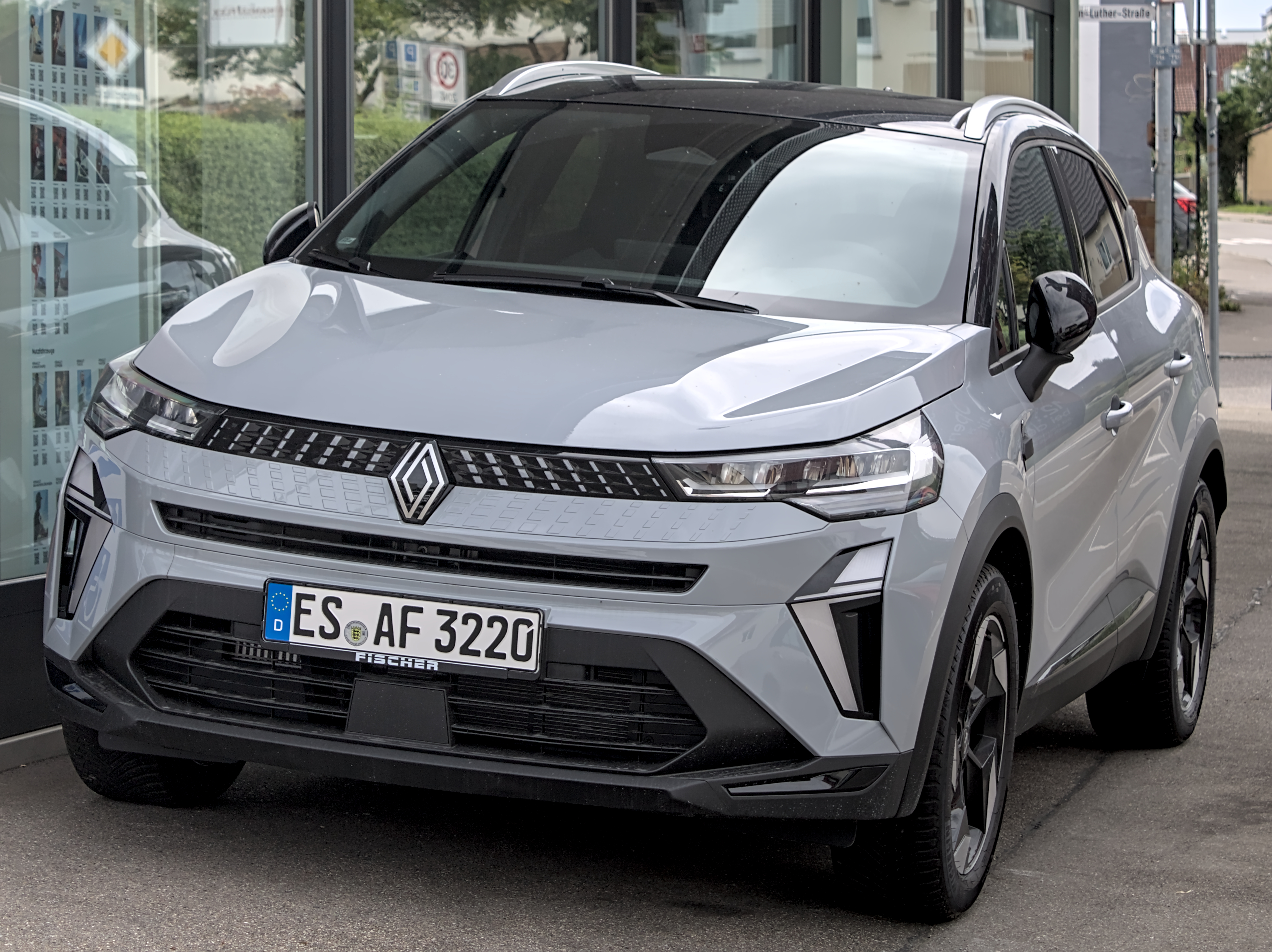
Renault Captur II po liftingu

Renault Captur II został zaprezentowany po raz pierwszy w 2019 roku.
Drugie wcielenie Captura na rynek europejski i australijski, podobnie jak przedstawione kilka miesięcy wcześniej nowe Clio, zachowało ewolucyjny kierunek zmian. Samochód w stosunku do poprzednika zyskał bardziej wyraziste rozwiązania stylistyczne, jak na przykład reflektory z diodami LED w kształcie litery C, masywne nadkola i nieco inne proporcje nadwozia. Zbudowany na nowej platformie crossover jest wyraźnie dłuższy od poprzednika, co ma przełożyć się na przestronniejszą kabinę pasażerską i większy bagażnik. Podobnie jak inne miejskie crossovery na rynku, nowy Captur zastępuje w ofercie miejskie kombi marki – Clio Grandtour.
W lipcu 2020 roku wyprodukowano 10-milionowy samochód w Hiszpańskiej fabryce Renault. Był nim właśnie Renault Captur II w odmianie hybrydowej. Dziesięciomiliony Renault wyjechał z fabryki w kolorze Celadon Blue i czarnym dachem.

### Captur LPG
W czerwcu 2020 roku wprowadzono do sprzedaży odmianę wyposażoną w fabryczną instalację LPG. Źródłem napędu jest jednostka 1.0 TCe o mocy 100 KM, natomiast pojemność butli na gaz wynosi 40 litrów. Instalacja gazowa jest montowana bezpośrednio w zakładzie produkcyjnym Renault.

### Captur PHEV
Równolegle z odmianą zasilaną LPG, w czerwcu 2020 roku wprowadzono do sprzedaży odmianę hybrydową pojazdu. Źródłem napędu samochodu jest wolnossący silnik benzynowy 1.6 o mocy 90 KM, współpracujący z rozrusznikoalternatorem HSG oraz silnikiem elektrycznym. Łączna moc tego układu to 160 KM, a za przekazywanie napędu odpowiada zautomatyzowana skrzynia biegów Multi Mode. Captur E-Tech oferowany jest tylko w najbogatszej wersji Intens, a ceny zaczynają się od 120 900 zł.

### Sprzedaż
Samochód trafił do sprzedaży w pierwszej kolejności w regionie krajów Europy Zachodniej i Środkowej pod koniec 2019 roku. W maju 2020 roku samochód wprowadzono do oferty także w Korei Południowej w sieci Samsunga, w przeciwieństwie do poprzednika nosząc jednak oryginalny znaczek Renault i pochodząc z europejskiego importu, z kolei latem tego samego roku potwierdzono, że pojazd trafi do sprzedaży także w Australii na przełomie 2020 i 2021 roku.
Między 2019 a 2020 rokiem przez niespełna pół roku samochód produkowano i sprzedawano także w Chinach w ramach lokalnego joint-venture z Dongfeng Motor. Sprzedaż zakończyła się przedwcześnie z powodu wycofania francuskiego producenta z regionu Chin z początkiem 2020 roku.

### Lifting
W 2024 roku samochód przeszedł facelifting, upodabniając się do Renault Scenica E-Tech Electric i Renault Rafale.

### Silniki
- R3 1.0 TCe
- R4 1.3 TCe
- R4 1.5 dCi Turbodiesel
- R4 1.6 E-Tech PHEV